# Le Palais-sur-Vienne
Le Palais-sur-Vienne is een gemeente in het Franse departement Haute-Vienne (regio Nouvelle-Aquitaine). De plaats maakt deel uit van het arrondissement Limoges. Le Palais-sur-Vienne telde op 1 januari 2022 5.861 inwoners.

## Geschiedenis
De plaats is ontstaan onder de naam Jocondiac uit een Gallo-Romeinse landbouwonderneming. De Karolingen bouwden hier een koninklijk paleis aan een vroegere Romeinse heerweg. De paleiskerk werd in de 12e eeuw geschonken aan een gemeenschap van augustijnen. In 1217 bevestigde paus Honorius III met een bul dat de kerk werd overgedragen aan de tempeliers. Zij bouwden het voormalige paleis en de kerk uit tot een commanderij. In 1312 ging deze commanderij over naar de hospitaalridders van Sint-Jan.
In 1790 werd het kasteel van de voormalige commanderij verkocht als nationaal goed. De kerk Saint-Jean-Baptiste werd een parochiekerk. De gemeente kende een sterke groei in de loop van de 20e eeuw door de komst van industrie. De oude industrie verdween maar in de plaats kwamen twee bedrijvenzones: Chatenet in het noorden en Maison Rouge in het zuiden.

## Geografie
De oppervlakte van Le Palais-sur-Vienne bedroeg op 1 januari 2022 10,33 vierkante kilometer; de bevolkingsdichtheid was toen 567,4 inwoners per km². De gemeente ligt ten noordoosten van Limoges, op de noordelijke oever van de vallei van de Vienne.
De onderstaande kaart toont de ligging van Le Palais-sur-Vienne met de belangrijkste infrastructuur en aangrenzende gemeenten.

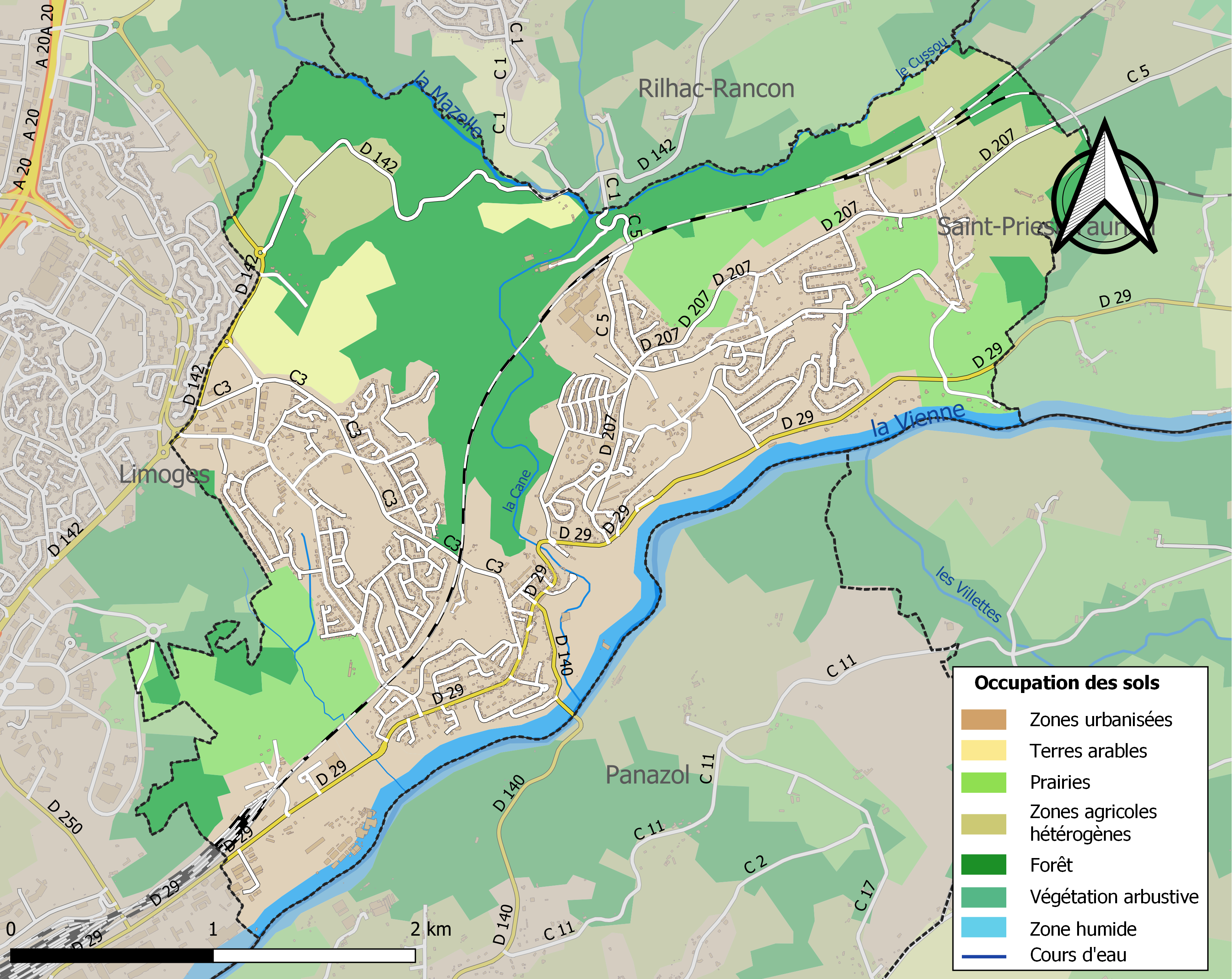

## Verkeer en vervoer
In de gemeente ligt spoorwegstation Palais (Haute-Vienne).

## Demografie
In 1911 telde de gemeente 721 inwoners.
Onderstaande figuur toont het verloop van het inwonertal (bron: INSEE-tellingen).